# Carlo Gallucci Editore
Carlo Gallucci Editore, nota semplicemente come Gallucci, è una casa editrice italiana fondata dal giornalista Carlo Gallucci nel 2002. Pubblica libri per bambini e per adulti, di narrativa italiana e straniera.

## Storia
Gallucci editore nasce nel 2002 da un'idea di Carlo Gallucci, giornalista con esperienze a L'Espresso e al TG5, dove conduce la rubrica "La Lettura" del TG5 Notte.
Inizialmente, l'attività della casa editrice si è dedicata all'editoria per bambini e ragazzi, pubblicando libri sia illustrati che di solo testo destinati a tutte le fasce d'età. In seguito si è allargata anche alla letteratura per adulti.
Nel 2017 la collana Lilliput ha vinto il Premio Andersen come miglior collana di narrativa.
Il romanzo Il ritorno degli dei di Marino Bartoletti nel 2022 si è aggiudicato il Premio Bancarella Sport.
Ha pubblicato in italiano l'unico romanzo di Winston Churchill, Savrola.